# 泉秀街道
泉秀街道是中华人民共和国福建省泉州市丰泽区下辖的一个街道。

## 行政区划
泉秀街道办事处驻。泉秀街道共辖6个社区，分别是：
泉淮社区、华丰社区、灯洲社区、灯星社区、沉洲社区、成洲社区。